# Neptis uchidai
Neptis uchidai är en fjärilsart som beskrevs av Nakamura 1931. Neptis uchidai ingår i släktet Neptis och familjen praktfjärilar. Inga underarter finns listade i Catalogue of Life.